# Мика Саломеки
Мика Саломеки (фин. Miikka Salomäki; 9. март 1993, Рахе, Финска) професионални је фински хокејаш на леду који игра на позицији левокрилног нападача.
Тренутно игра за америчку екипу Милвоки Адмиралса, иначе филијалу екипе Нешвил Предаторса, у Америчкој хокејашкој лиги (од сезоне 2013/14).
Професионану каријеру започео је у екипи Оулун Керпета у сезони 2010/11 у Хокејашкој лиги Финске. На улазном драфту НХЛ лиге 2011. као 52. пика у другој рунди одабрала га је екипа Нешвил Предаторса.
Са сениорском репрезентацијом Финске освојио је сребрну медаљу на Светском првенству 2014. у Минску. На том турниру одиграо је свих 10 утакмица уз статистику од по једног гола и асистенције. Уједно био је то и дебитантски наступ Мике Саломекија за сениорску репрезентацију Финске.